# Austrophorocera decedens
Austrophorocera decedens är en tvåvingeart som först beskrevs av Walker 1860.  Austrophorocera decedens ingår i släktet Austrophorocera och familjen parasitflugor. Inga underarter finns listade i Catalogue of Life.